# Phyllodactylus santacruzensis
Phyllodactylus santacruzensis är en ödleart som beskrevs av  Dixon 1966. Phyllodactylus santacruzensis ingår i släktet Phyllodactylus och familjen geckoödlor. Inga underarter finns listade i Catalogue of Life.